# Laurent Pillart
Laurent Pillart, également orthographié Laurent Pillard et connu sous son nom d'humaniste Laurentius Pilladius, né à Norroy-lès-Pont-à-Mousson en 1503 et mort à Saint-Dié-des-Vosges en 1562, est un chanoine de Saint-Dié et curé de Corcieux. Cet érudit est l'auteur de plusieurs ouvrages, dont le plus célèbre est la Rusticiade, une épopée néo-latine sur la "guerre des Rustauds" (guerre des Paysans), menée par le duc Antoine de Lorraine en 1525.

## Biographie
Laurent Pillart est le neveu de Laurent Pillart : pour distinguer les deux homonymes, on désigne habituellement l'oncle avec le numéro I et le neveu avec le numéro II. Tous deux ont été chanoines de Saint-Dié et curés de Corcieux.  
A la mort de Laurent Pillart I en 1514, son neveu hérita de sa prébende de chanoine, puis devint lui aussi curé de Corcieux.  
Il eut pour mécène le cardinal Jean de Lorraine, qui avait participé en personne à la campagne du  duc Antoine contre les insurgés de 1525.  

## Publications
En 1541, Pillart achève sa Rusticiade, épopée néo-latine publiée sous le titre Liber Rusticiados, qui donne sa version, en six chants, de la guerre menée par le duc Antoine de Lorraine et ses frères contre les insurgés d'Alsace, de la montagne vosgienne et du Westrich. L'ouvrage fut publié à Metz en 1548, sept ans après son achèvement. Entre-temps, le successeur d'Antoine, le duc François Ier étant brusquement décédé, Laurent Pillart dédia son épopée à son successeur sur le trône ducal, le futur duc Charles III. Dans sa dédicace, Pillart énonce au futur prince son devoir principal, la sauvegarde de la religion catholique, à l'image de son grand-père Antoine, qui combattit alors "sous la direction du Christ".   
En 1875 et 1876, l'épopée de la Rusticiade fut traduite en français par F.-R. Dupeux. 